# Прайс, Марк
Уильям Марк Прайс (англ. William Mark Price; родился 15 февраля 1964 в Бартлсвилле, штат Оклахома, США) — американский профессиональный баскетболист и тренер, выступавший в Национальной баскетбольной ассоциации. Играл на позиции разыгрывающего защитника.

## Карьера игрока
Играл на позиции разыгрывающего защитника. Учился в Технологическом институте Джорджии, в 1986 году был выбран на драфте НБА под 25-м номером командой «Даллас Маверикс», однако тут же был перепродан в «Кливленд Кавальерс». Позже выступал за команды «Вашингтон Буллетс», «Голден Стэйт Уорриорз» и «Орландо Мэджик». Всего в НБА провёл 12 сезонов. Четыре раза Прайс принимал участие в матче всех звёзд НБА (1989, 1992—1994). Один раз включался в 1-ю сборную всех звёзд НБА (1993). Три раза включался в 3-ю сборную всех звёзд НБА (1989, 1992 и 1994). Два года подряд становился победителем конкурса трёхочковых бросков (1993—1994). В 1985 году был включён во 2-ю всеамериканскую сборную NCAA. За ним в «Кавальерс» закреплён номер 25. Всего за карьеру в НБА сыграл 722 игры, в которых набрал 10 989 очков (в среднем 15,2 за игру), сделал 1848 подборов, 4863 передачи, 860 перехватов и 76 блок-шотов.

## Карьера в сборной США
В 1983 году Прайс стал в составе сборной США чемпионом Панамериканских игр в Каракасе. В 1994 году стал в составе сборной США победителем чемпионата мира по баскетболу в Канаде.

## Тренерская карьера
После завершения профессиональной карьеры игрока работал ассистентом главного тренера в командах средней школы Дулут Хай Скул в Дулуте, Джорджия (1998—1999) и родного университета «Джорджия Тек Йеллоу Джэкетс» (1999—2000), а также главным тренером команды Академии Уитфилда (2000—2001). Спустя пять лет переехал в Австралию, где был главным тренером клуба «Саут Драгонз» (2006). Затем вернулся в США, где работал ассистентом главного тренера в командах «Денвер Наггетс» (2007—2008), «Атланта Хокс» (2008—2010), «Голден Стэйт Уорриорз» (2010—2011) и «Орландо Мэджик» (2011—2012). В 2013—2015 годах работал ассистентом главного тренера «Шарлотт Хорнетс», входя в тренерский штаб Стива Клиффорда.

## Статистика

### Статистика в НБА
| Сезон                                                                                    | Команда      | Регулярный сезон | Регулярный сезон | Регулярный сезон | Регулярный сезон | Регулярный сезон | Регулярный сезон | Регулярный сезон | Регулярный сезон | Регулярный сезон | Регулярный сезон | Регулярный сезон | Серия плей-офф | Серия плей-офф | Серия плей-офф | Серия плей-офф | Серия плей-офф | Серия плей-офф | Серия плей-офф | Серия плей-офф | Серия плей-офф | Серия плей-офф | Серия плей-офф |
| Сезон                                                                                    | Команда      | GP               | GS               | MPG              | FG%              | 3P%              | FT%              | RPG              | APG              | SPG              | BPG              | PPG              | GP             | GS             | MPG            | FG%            | 3P%            | FT%            | RPG            | APG            | SPG            | BPG            | PPG            |
| ---------------------------------------------------------------------------------------- | ------------ | ---------------- | ---------------- | ---------------- | ---------------- | ---------------- | ---------------- | ---------------- | ---------------- | ---------------- | ---------------- | ---------------- | -------------- | -------------- | -------------- | -------------- | -------------- | -------------- | -------------- | -------------- | -------------- | -------------- | -------------- |
| 1986/87                                                                                  | Кливленд     | 67               | 0                | 18,2             | 40,8             | 32,9             | 83,3             | 1,7              | 3,0              | 0,6              | 0,1              | 6,9              | Не участвовал  | Не участвовал  | Не участвовал  | Не участвовал  | Не участвовал  | Не участвовал  | Не участвовал  | Не участвовал  | Не участвовал  | Не участвовал  | Не участвовал  |
| 1987/88                                                                                  | Кливленд     | 80               | 79               | 32,8             | 50,6             | 48,6             | 87,7             | 2,3              | 6,0              | 1,2              | 0,2              | 16,0             | 5              | 5              | 41,0           | 56,7           | 41,7           | 96,0           | 3,6            | 7,6            | 0,6            | 0,0            | 21,0           |
| 1988/89                                                                                  | Кливленд     | 75               | 74               | 36,4             | 52,6             | 44,1             | 90,1             | 3,0              | 8,4              | 1,5              | 0,1              | 18,9             | 4              | 4              | 39,5           | 38,6           | 37,5           | 93,3           | 3,3            | 5,5            | 0,8            | 0,0            | 16,0           |
| 1989/90                                                                                  | Кливленд     | 73               | 73               | 37,1             | 45,9             | 40,6             | 88,8             | 3,4              | 9,1              | 1,6              | 0,1              | 19,6             | 5              | 5              | 38,4           | 52,5           | 35,3           | 100,0          | 2,8            | 8,8            | 1,8            | 0,2            | 20,0           |
| 1990/91                                                                                  | Кливленд     | 16               | 16               | 35,7             | 49,7             | 34,0             | 95,2             | 2,8              | 10,4             | 2,6              | 0,1              | 16,9             | Не участвовал  | Не участвовал  | Не участвовал  | Не участвовал  | Не участвовал  | Не участвовал  | Не участвовал  | Не участвовал  | Не участвовал  | Не участвовал  | Не участвовал  |
| 1991/92                                                                                  | Кливленд     | 72               | 72               | 29,7             | 48,8             | 38,7             | 94,7             | 2,4              | 7,4              | 1,3              | 0,2              | 17,3             | 17             | 17             | 35,5           | 49,6           | 36,2           | 90,4           | 2,5            | 7,5            | 1,4            | 0,2            | 19,2           |
| 1992/93                                                                                  | Кливленд     | 75               | 74               | 31,7             | 48,4             | 41,6             | 94,8             | 2,7              | 8,0              | 1,2              | 0,1              | 18,2             | 9              | 9              | 32,0           | 44,3           | 30,8           | 95,8           | 2,1            | 6,1            | 1,7            | 0,0            | 13,0           |
| 1993/94                                                                                  | Кливленд     | 76               | 73               | 31,4             | 47,8             | 39,7             | 88,8             | 3,0              | 7,8              | 1,4              | 0,1              | 17,3             | 3              | 3              | 34,0           | 34,9           | 22,2           | 92,9           | 2,0            | 4,7            | 1,3            | 0,0            | 15,0           |
| 1994/95                                                                                  | Кливленд     | 48               | 34               | 28,6             | 41,3             | 40,7             | 91,4             | 2,3              | 7,0              | 0,7              | 0,1              | 15,8             | 4              | 4              | 34,3           | 30,0           | 23,5           | 97,0           | 3,0            | 6,5            | 1,5            | 0,0            | 15,0           |
| 1995/96                                                                                  | Вашингтон    | 7                | 1                | 18,1             | 30,0             | 33,3             | 100,0            | 1,0              | 2,6              | 0,9              | 0,0              | 8,0              | Не участвовал  | Не участвовал  | Не участвовал  | Не участвовал  | Не участвовал  | Не участвовал  | Не участвовал  | Не участвовал  | Не участвовал  | Не участвовал  | Не участвовал  |
| 1996/97                                                                                  | Голден Стэйт | 70               | 50               | 26,8             | 44,7             | 39,6             | 90,6             | 2,6              | 4,8              | 1,0              | 0,0              | 11,3             | Не участвовал  | Не участвовал  | Не участвовал  | Не участвовал  | Не участвовал  | Не участвовал  | Не участвовал  | Не участвовал  | Не участвовал  | Не участвовал  | Не участвовал  |
| 1997/98                                                                                  | Орландо      | 63               | 33               | 22,7             | 43,1             | 33,5             | 84,5             | 2,0              | 4,7              | 0,8              | 0,1              | 9,5              | Не участвовал  | Не участвовал  | Не участвовал  | Не участвовал  | Не участвовал  | Не участвовал  | Не участвовал  | Не участвовал  | Не участвовал  | Не участвовал  | Не участвовал  |
|                                                                                          | Всего        | 722              | 579              | 29,9             | 47,2             | 40,2             | 90,4             | 2,6              | 6,7              | 1,2              | 0,1              | 15,2             | 47             | 47             | 35,9           | 46,4           | 33,7           | 94,4           | 2,6            | 7,0            | 1,4            | 0,1            | 17,4           |
| Наведите курсор мыши на аббревиатуры в заголовке таблицы, чтобы прочесть их расшифровку. |              |                  |                  |                  |                  |                  |                  |                  |                  |                  |                  |                  |                |                |                |                |                |                |                |                |                |                |                |